# パラス・アテナ (レンブラント)

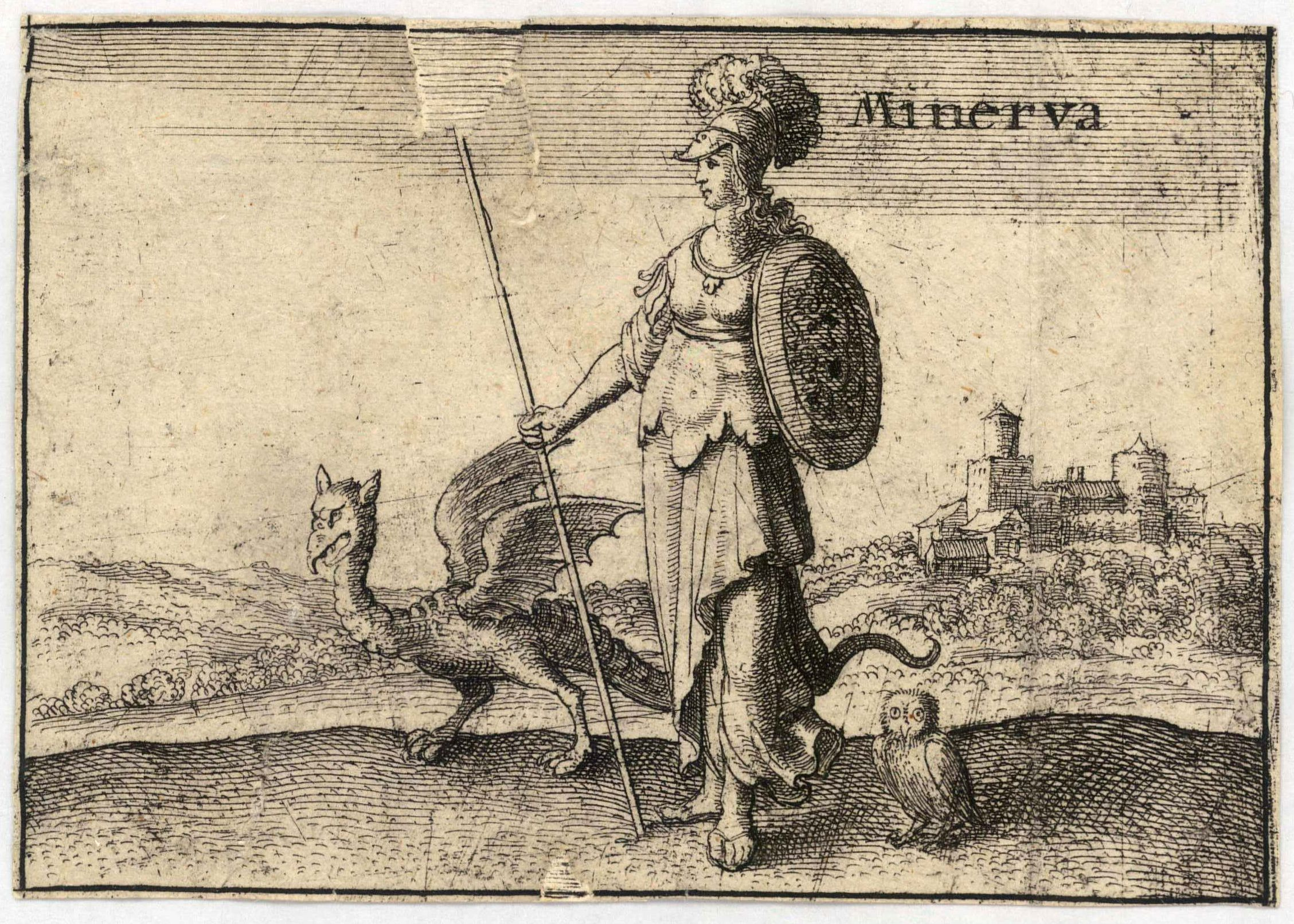
ヴェンツェスラウス・ホラーのエングレーヴィング『ミネルヴァ』。

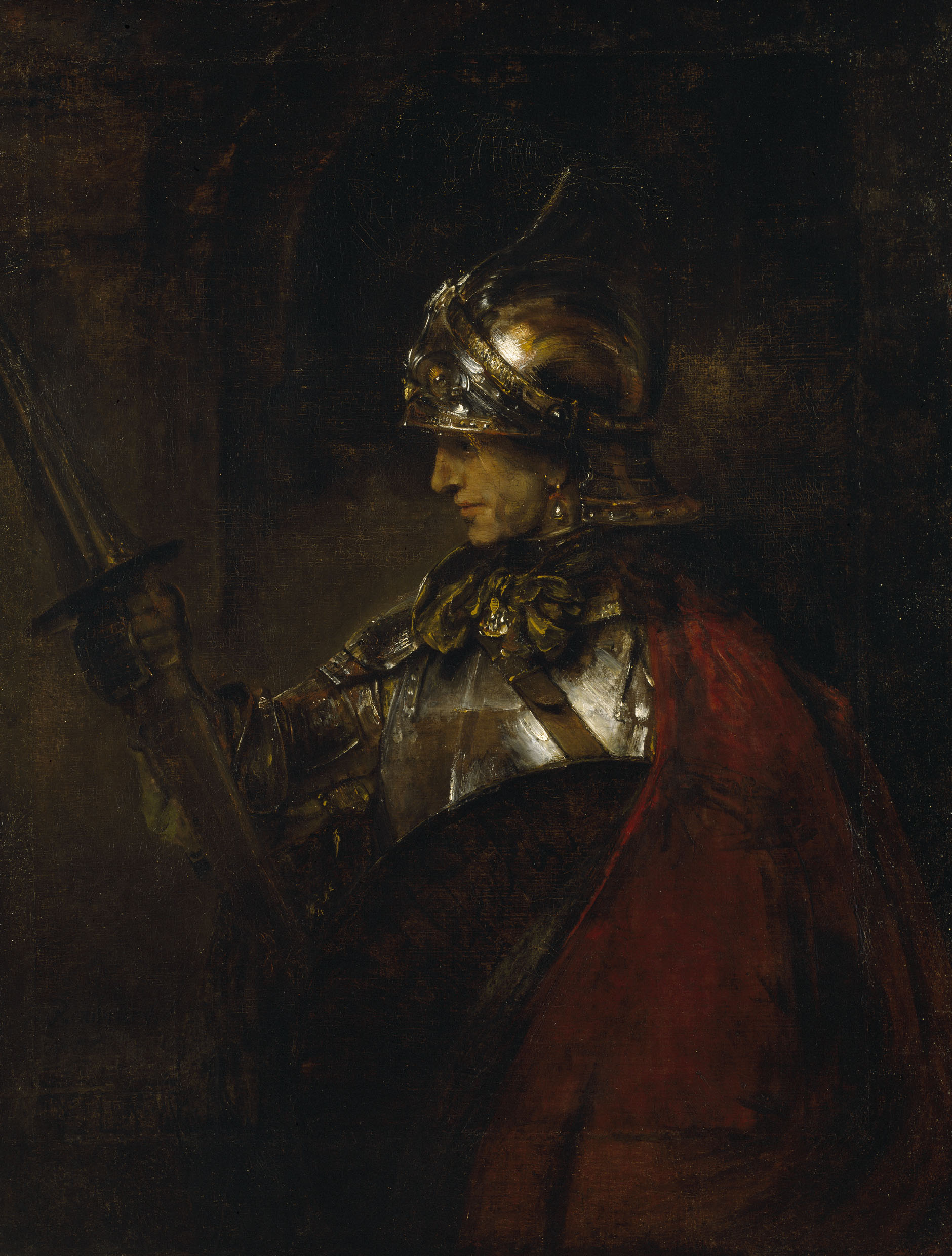
レンブラントの1655年の絵画『鎧を着た男』。 ケルビングローブ美術館・博物館所蔵。

『パラス・アテナ』（葡: Palas Atena、蘭: Pallas Athene、英: Pallas Athena）は、17世紀オランダ絵画黄金時代の巨匠レンブラント・ファン・レインが1655年頃、キャンバス上に油彩で制作した絵画である。主題は、ギリシア神話の女神パラス・アテナとされるが、他にもアレクサンドロス大王など諸説があり、見解の一致は見られていない。ロシア皇帝エカチェリーナ2世、アルメニア人の実業家カル―スト・グルベンキアンよって所有されたことが知られている。現在はリスボンにあるグルベンキアン美術館に所蔵されている。

## 作品
レンブラントは横の角度から武装した女神アテナの半身像を描いている。アテナは全身に黒い甲冑をまとい、頭に赤い羽毛で飾られたギリシア風の兜を被っている。兜からは長い巻き毛が肩に落ち、首には赤いマントを巻き、左手に大きな丸盾を、手袋をはめた右手に槍を持っている。レンブラントは女神アテナを描いていることを示すため、アテナに特徴的なアトリビュートを与えている。たとえば丸盾は怪物メドゥーサの首を備えており、アテナの持ち物である神盾アイギスと分かる。また兜の上にはアテナの象徴であるフクロウの像が飾られている。
図像的源泉としては、ヴェンツェスラウス・ホラーが1646年に制作した『ギリシアの神々』（The Greek gods）と題した一連のエングレーヴィングの影響が指摘されている。これはキャビネット画家アダム・エルスハイマーの原画に基づいて制作されたものであり、その中にミネルヴァを描いた作品があった。
制作年代は一般的に1655年頃とされているが、1650年代後半と見なす研究者もいる。
キャンバスの下部と左側が切り落とされている。

### 解釈
本作の主題は必ずしもアテナと見なされてきたわけではなく、議論の対象とされてきた。例えば19世紀の美術史家ジョン・スミスはアレクサンドロス大王風の戦士を描いたものと考えた。20世紀初頭にはアンドレイ・イワノビッチ・ソモフ（Andrey Ivanovich Somov）はパラス・アテナとし、コルネリス・ホフステーデ・デ・フロートはミネルヴァとしたが、アドルフ・ローゼンベルクとヴィルヘルム・ヴァレンティナーはローマ神話の軍神マルスとした。さらにゴッドフリーダス・ヨハネス・ホーホヴェルフは『アレクサンドロス大王』の可能性を指摘しており、この説は他の研究者によって1960年代から1970年代にかけて繰り返し主張された。
レンブラントの『アレクサンドロス大王』は失われたと考えられることもある作品で、最初、メトロポリタン美術館の『ホメロスの胸像を見つめるアリストテレス』（Aristoteles bij de buste van Homerus）、マウリッツハイス美術館の『詩を口述するホメロス』（Homerus）とともに、シチリアの貴族アントニオ・ルッフォのために描かれた。グラスゴーのケルビングローブ美術館・博物館には同主題のよく似た作品『鎧を着た男』（Man in wapenrusting）が存在しているが、記録によるとルッフォは最初の作品に満足せず、レンブラントは再度同主題の作品を送ったことが知られており、この2点がそれにあたるのではないかと考えられた。また、古代ギリシアの貨幣ではしばしばアレクサンドロスとアテナが表裏に刻まれており、そのためルネサンス期以降、両者が混同されて、アテナの姿をしたアレクサンドロスの表現が生まれている。
しかしこの説には重要な反論があり、ルッフォの『アレクサンドロス大王』が1783年の時点でまだメッシーナのルッフォ・コレクションの中にあったのに対して、本作品は1780年にパリの個人コレクションに属していたため、少なくともルッフォの絵画とする説は否定されている。
一方、描かれているのがアテナであるという根拠として、フクロウの飾りが付いた兜を被っていること、メドゥーサの首の盾を持っていることがなどがある。1659年のヘンリエッテ・カタリーナ・ファン・ナッサウとアンハルト＝デッサウ侯ヨハン・ゲオルク2世の結婚パレードに登場したパラス・アテナの版画は、ポーズと衣装の点で本作に類似している。この女神は、レンブラントの息子のティトゥス・ファン・レインにより演じられたが、そのためレンブラントは本作をパレードに登場したティトゥスの外見に基づいて描いたという仮説が生まれている。ティトゥスは、モデルとしてポーズを取ったのかもしれない。
最近の仮説として、この絵画はルーヴル美術館の『ヴィーナスとキューピッド』（Venus en Amor, 1660年代）、アーマンド・ハマー美術館の『ユノ』（Juno, 1660年代前半）、そしてこのアテナを描いた3部作であったとするものがある。3作品はおそらく美術商のヘルマン・ベッケル（Herman Becker, 1617年頃–1678年）からレンブラントに委嘱されたものであったという見解である。

### 帰属
本作品は長年にわたってレンブラントの真筆と考えられていたが、1991年以降、何人かの研究者によってレンブラントへの帰属が疑問視されるようになった。この点について最初に指摘したのは美術史家クリストファー・ブラウンであり、レンブラントの工房の生徒の誰かが本作品を制作したと考えた。2006年にはエルンスト・ファン・デ・ウェテリンクによってレンブラントが工房の助手の手を借りて仕上げたという見解が提出され、以降、この見方は一般的に受け入れられている。下絵を観察してみると、確かにレンブラント自身の表現力の力強さが見られるが、それがあまり如実ではない部分も存在している。オランダ美術史研究所はレンブラントと工房、またはレンブラントの工房に帰属している。

## 来歴
絵画の制作経緯および初期の来歴は不明である。確実に知られている最初の所有者はフランスの美術収集家、ボードワン伯爵シルヴァン・ラファエルである。本作品を含むボードワンのコレクションは1780年あるいは翌1781年にロシア皇帝エカチェリーナ2世に売却された。その後、絵画はサンクトペテルブルクのエルミタージュ美術館に移された。1930年、パリのアルメニア人実業家カルースト・グルベンキアンはソ連の産業貿易省の中で国内の美術館から取得した美術品の販売および貿易を扱う Antikvariat を通じて本作品を入手した。1942年、グルベンキアンは第二次世界大戦を避けるためポルトガルに移住し、1955年にリスボンで死去した。その後、カルースト・グルベンキアン美術館の設立とともに同美術館に収蔵された。

## ギャラリー

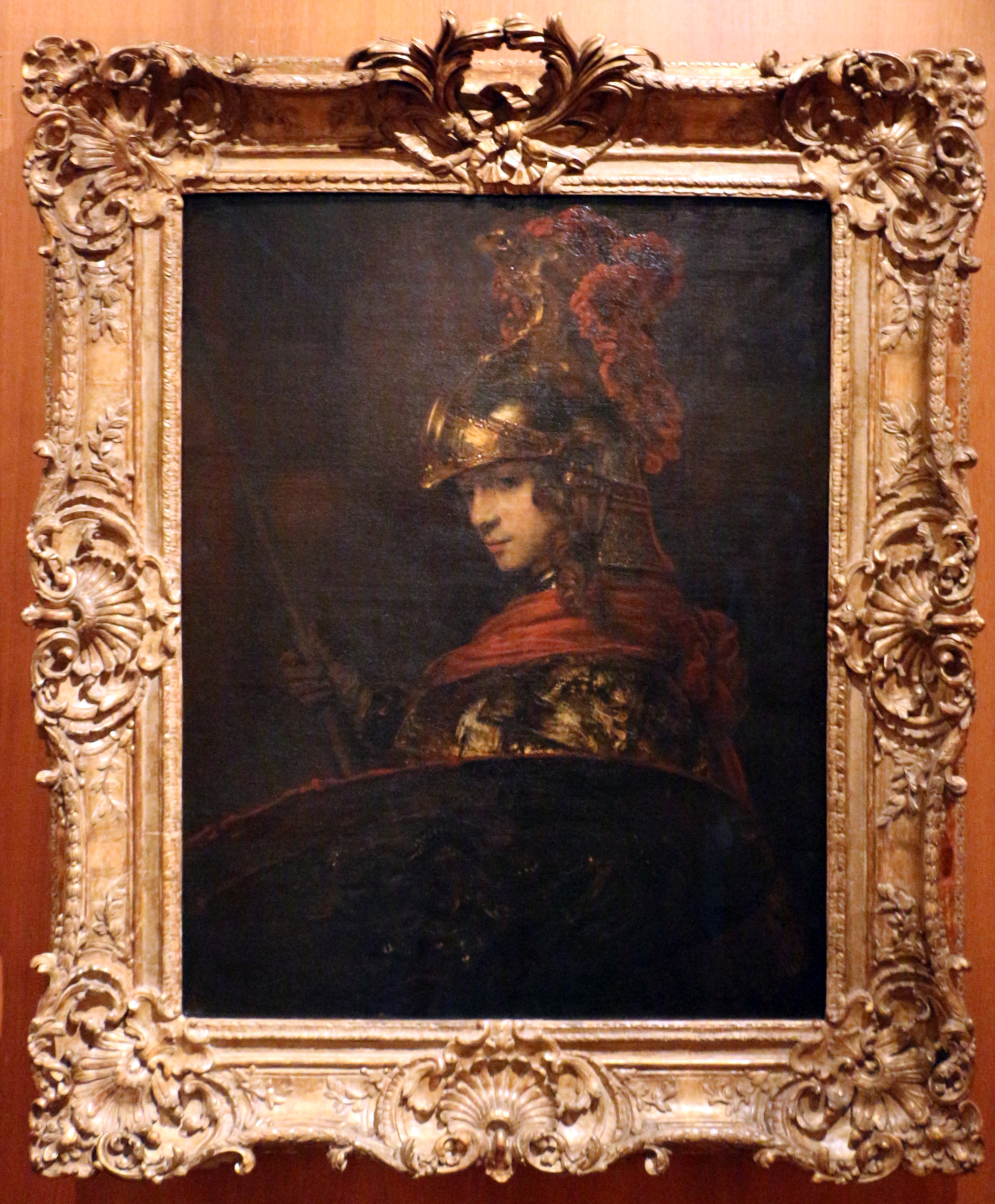
額縁
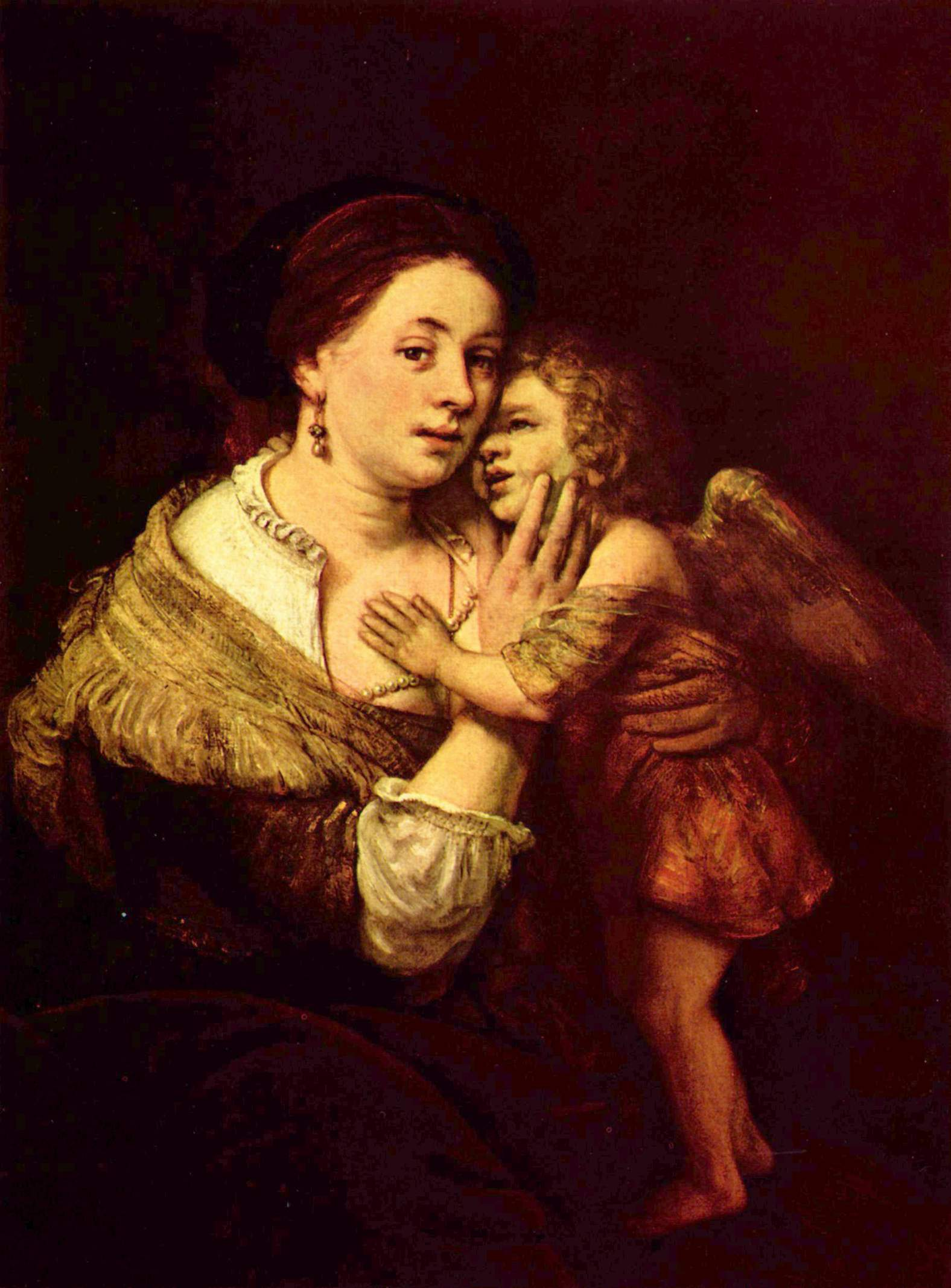
『ヴィーナスとキューピッド』1660年代 ルーヴル美術館所蔵
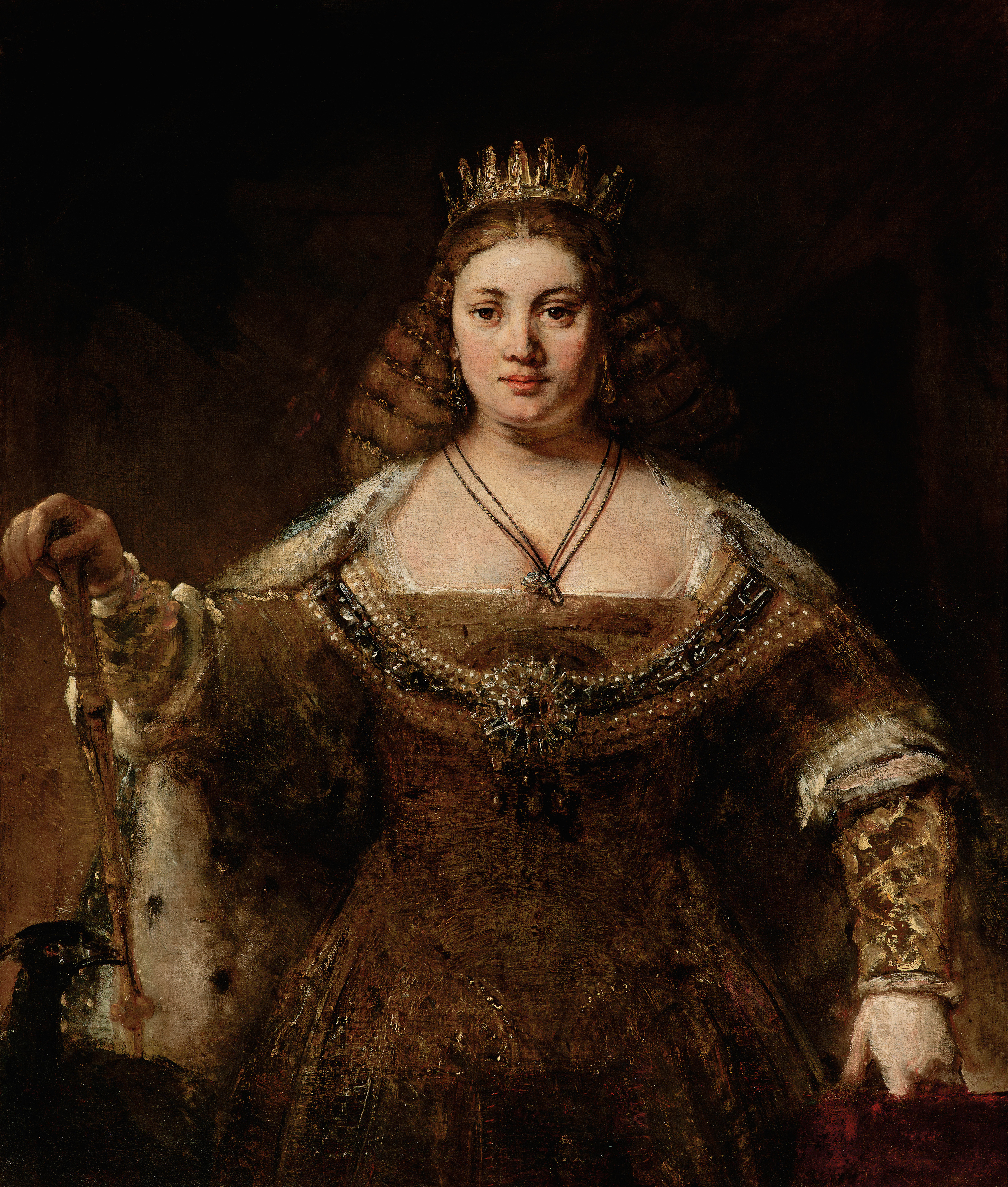
レンブラント『ユノ』1660年代前半 アーマンド・ハマー美術館（英語版）所蔵

グルベンキアンがソ連から入手した絵画

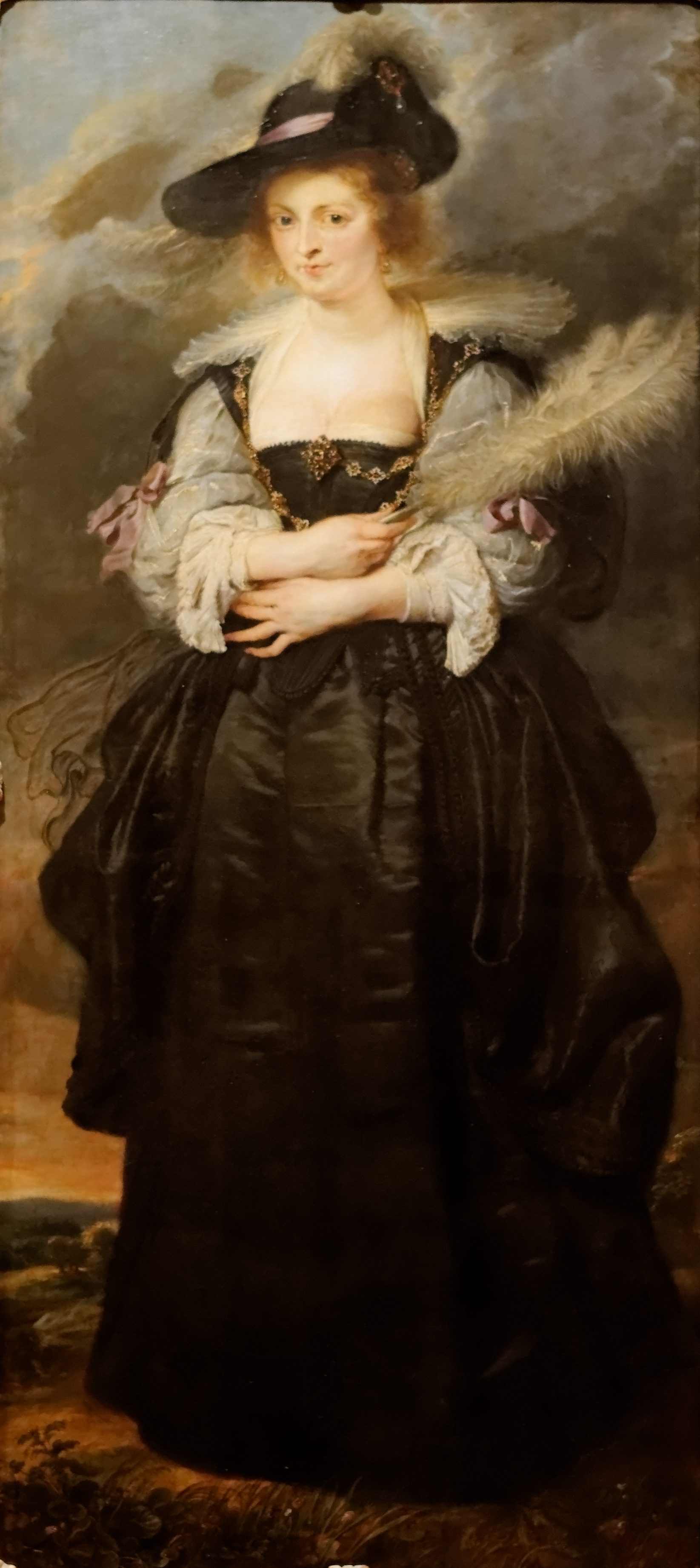
ピーテル・パウル・ルーベンス『エレーヌ・フールマンの肖像』1635年
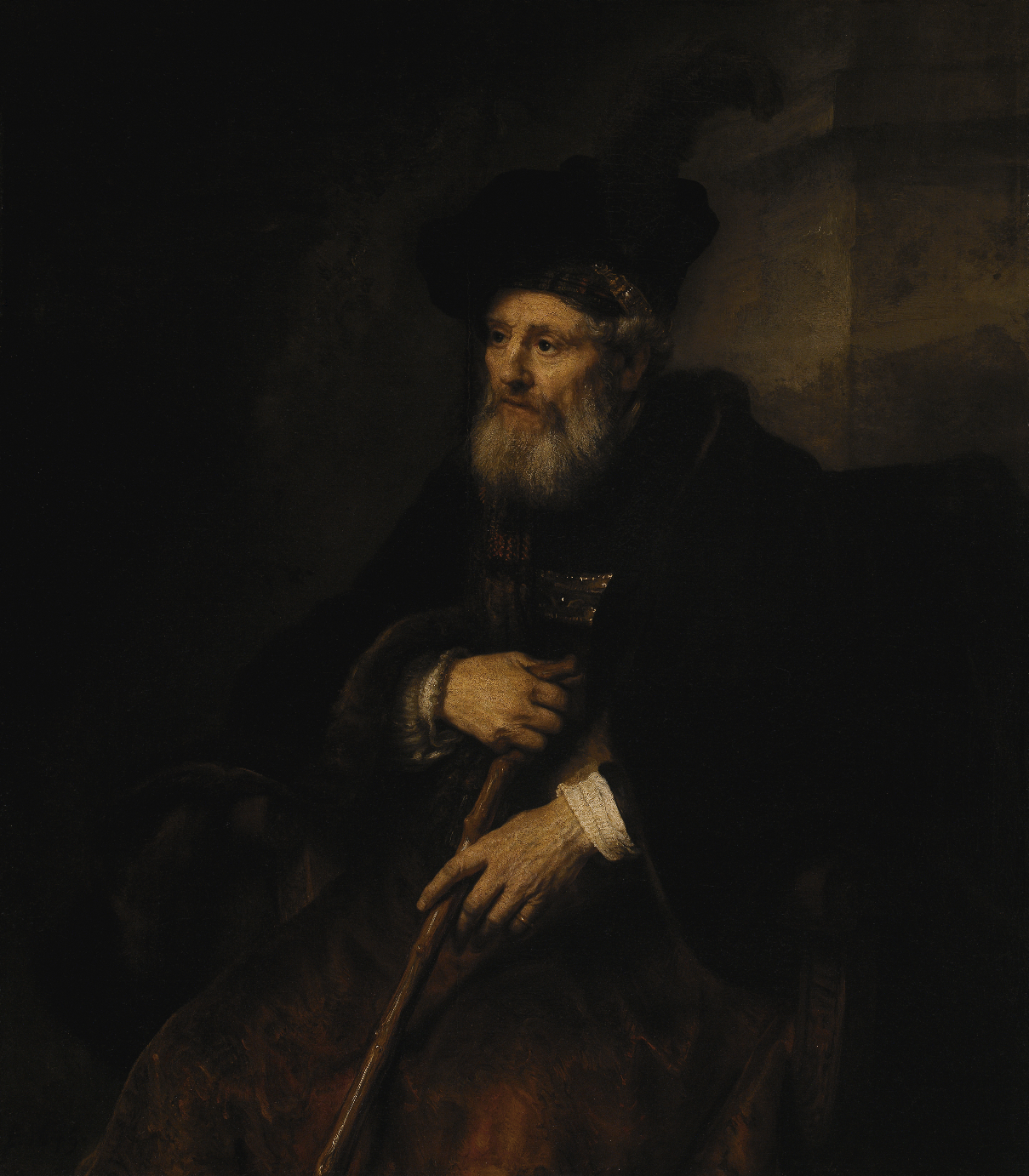
レンブラント・ファン・レイン『杖を持って座っている老人』1645年

## 図書案内
- Rembrandt 1669/1969, Rijksmuseum, Amsterdam, 13 September – 30 November 1969, cat.nr. 19.